# ENGAB RADIO by ENVii GABRIELLA
「ENGAB RADIO by ENVii GABRIELLA」は、TOKYO FMで2021年10月2日から土曜日の24:30 - 25:00に放送されているラジオ番組である。

## 番組概要
ENVii GABRIELLA初の冠レギュラー番組である。
「華やかなショーを終えてバックステージに戻り、ほっと一息ついたメンバーがついつい漏らす放送ギリギリの本音」という設定がコンセプトになっている。略称はガブラジ。
放送後、音声コンテンツAuDeeにて「反省部屋」と題したアフタートークも公開されており、反省部屋に呼び出されるメンバーが発表されていたが、第101回放送（2023年9月2日）からは「ガブラジ二次会」へ、管理人が卒業した次の回である第153回放送（2024年8月31日）からは「ガブラジ打ち上げ会場」へとタイトルが改められた。
第45回放送（2022年8月6日）で、リスナーの呼び名が「ガブっこ」に決定した。

## コーナー
- メンタルトラフィックリポート
リスナーから寄せられた悩みを、ラジオの交通情報になぞらえて答えていくコーナー。
初登場は、第3回放送（2021年10月23日）
- サバサバお裁きなさい
プチ悩みやプチ質問をバッサリ切っていくコーナー。
初登場は、第7回放送（2021年11月13日）。
- ピンクオーシャン
ピンクな相談事を紹介していくコーナー。
初登場は、第12回放送（2021年12月18日）。
- どどどどっち？
究極の選択にどんどん答えていくコーナー。
初登場は、第18回放送（2022年1月29日）。
- ランキンランキン
テーマに沿ったランキングを発表していくコーナー。
初登場は、第34回放送（2022年5月21日）。
- そういう訳じゃないのよ選手権
世の中に溢れる、そういう訳じゃないのよ、というメッセージを募集し、共感の度合いをあなわた指数として判断するコーナー。
ENVii GABRIELLAの楽曲「あなたが私を綺麗にする訳じゃないの」にちなんだ企画。
初登場は、第57回放送（2022年10月29日）。
- 漫画みたいな恋のシュチュエーション
漫画みたいな恋が本当に存在するのかを検証するコーナー。
初登場は、第75回放送（2023年3月4日）。

## 放送内容
| 放送回 | 放送日         | 主なコーナー | 主なオンエア曲 | ゲスト                                      | 反省部屋                                                                             | 備考                  |
| ------ | -------------- | --- | --- | ------------------------------------------- | ------------------------------------------------------------------------------------ | --------------------- |
| 1      | 2021年10月2日  | ラジオトレーニング | 豪華ネェサン（ENVii GABRIELLA） Moratorium（ENVii GABRIELLA） |                                             | お前だけなんか違う                                                                   |                       |
| 2      | 2021年10月9日  | コーナーを考えていこう | High Heels（ENVii GABRIELLA） Moratorium（ENVii GABRIELLA） |                                             | 誰もそんなこと言ってねぇし                                                           |                       |
| 3      | 2021年10月16日 | リスナーからのメール | SLAY（ENVii GABRIELLA） Moratorium（ENVii GABRIELLA） |                                             | とまどいが隠せません                                                                 |                       |
| 4      | 2021年10月23日 | メンタルトラフィックリポート                                                                                                | オダマリナサイ（ENVii GABRIELLA） Moratorium（ENVii GABRIELLA） |                                             | 上がケツ拭くんだぞ                                                                   |                       |
| 5      | 2021年10月30日 | リスナーからのメール 他者紹介                                                                                               | Causality（ENVii GABRIELLA） Moratorium（ENVii GABRIELLA） |                                             | そのシャツ、ジャイアンじゃね？                                                       |                       |
| 6      | 2021年11月6日  | リスナーからのメール メンタルトラフィックリポート                                                                           | Moratorium（ENVii GABRIELLA） DYSTOPIA（ENVii GABRIELLA） |                                             | ソッコー売れちゃうわよ、洗濯物めっちゃ掛けられるから                                 |                       |
| 7      | 2021年11月13日 | リスナーからのメール サバサバお裁きなさい                                                                                   | 豪華ネェサン (ENVii GABRIELLA) DYSTOPIA（ENVii GABRIELLA） |                                             | 2人の顔の華やかさったらねぇよ                                                        |                       |
| 8      | 2021年11月20日 | リスナーからのメール エンガブ川柳                                                                                           | DYSTOPIA（ENVii GABRIELLA） Lover Boy（ENVii GABRIELLA） |                                             | エンガブにアザラシとかいたっけ？                                                     |                       |
| 9      | 2021年11月27日 | リスナーからのメール | DYSTOPIA（ENVii GABRIELLA） |                                             | このラジオがディストピア                                                             |                       |
| 10     | 2021年12月4日  | リスナーからのメール メンタルトラフィックリポート                                                                           | CABARET（ENVii GABRIELLA) SLAY（ENVii GABRIELLA） |                                             | 代理のアメとムチの乱雑さ                                                             |                       |
| 11     | 2021年12月11日 | サバサバお裁きなさい | CABARET（ENVii GABRIELLA） Moratorium（ENVii GABRIELLA） |                                             | 永久に噛んでたのはカミュさん                                                         |                       |
| 12     | 2021年12月18日 | ピンクオーシャン | CABARET（ENVii GABRIELLA） | 住吉美紀                                    | 普段のお昼の顔じゃなかったけどね❤                                                    |                       |
| 13     | 2021年12月25日 | 雑談座談会 | CABARET（ENVii GABRIELLA） 豪華ネェサン（ENVii GABRIELLA） | 住吉美紀                                    | “体入”言わせた？                                                                     |                       |
| 14     | 2022年1月1日   | 今聞きたい好きな曲 | CABARET（ENVii GABRIELLA） 異端なスター（Official髭男dism） ガチガチPolice Men（鈴成商事宴会部 feat.滝島） After All（Elton John feat. Charlie Puth）                                                              |                                             | え、あなたがヒデキになるの？                                                         |                       |
| 15     | 2022年1月8日   | リスナーからのメール | promise（広瀬香美） CABARET（ENVii GABRIELLA） |                                             | メンバーからの逆襲が強いね…、今日                                                    |                       |
| 16     | 2022年1月15日  | メンタルトラフィックリポート                                                                                                | CABARET（ENVii GABRIELLA） 好きと言わせたい（IZ*ONE） |                                             | ムズムズして耐えられなくなっちゃって…                                                |                       |
| 17     | 2022年1月22日  | リスナーからのメール | Perfect Day（Hoku） DYSTOPIA（ENVii GABRIELLA） |                                             | オランウータンから君を守りたい                                                       |                       |
| 18     | 2022年1月29日  | どどどどっち？ | どっちでもIN（さかともえり） CABARET（ENVii GABRIELLA） |                                             | 誘導が過ぎない？                                                                     |                       |
| 19     | 2022年2月5日   | リスナーからのメール | Don't wanna cry（安室奈美恵） Don't Talk Just Kiss（ENVii GABRIELLA） |                                             | 管理人も不慣れだったよね？                                                           |                       |
| 20     | 2022年2月12日  | リスナーからのメール | 気分爽快（森高千里） ハーピーハッピーウェイウェイドンチー（ENVii GABRIELLA） |                                             | 何時間収録しようとしてたの、今日？                                                   |                       |
| 21     | 2022年2月19日  | どどどどっち？ | Rapture（Alicia Keys） ハーピーハッピーウェイウェイドンチー（ENVii GABRIELLA） |                                             | あんた、毎日ドトールのジャーマンドック食え                                           |                       |
| 22     | 2022年2月26日  | リスナーからのメール | Except For Us（Austin Mahone） ハーピーハッピーウェイウェイドンチー（ENVii GABRIELLA） |                                             | 先っぽも広がるし 思考も広がるし                                                      |                       |
| 23     | 2022年3月5日   | リスナーからのメール 何が出るかな質問パラダイス                                                                             | ハーピーハッピーウェイウェイドンチー（ENVii GABRIELLA） Finally Found You（ENVii GABRIELLA） |                                             | 私をここに呼んだって事は この部屋で2人きりって事だけど、それでもいいわけ？           |                       |
| 24     | 2022年3月12日  | メンタルトラフィックリポート                                                                                                | ハーピーハッピーウェイウェイドンチー（ENVii GABRIELLA） Sorry Not Sorry（ENVii GABRIELLA） |                                             | ゆっくりあっためてこうって… 思ってます…                                              |                       |
| 25     | 2022年3月19日  | リスナーからのメール | Sorry Not Sorry（ENVii GABRIELLA） ハーピーハッピーウェイウェイドンチー（ENVii GABRIELLA） |                                             | 私に対しての襲来って事？                                                             |                       |
| 26     | 2022年3月26日  | どどどどっち？ | ハーピーハッピーウェイウェイドンチー（ENVii GABRIELLA） Ride / Reboot（ENVii GABRIELLA） |                                             | ナシよりのアリ                                                                       |                       |
| 27     | 2022年4月2日   | 他者紹介 | 明日、春が来たら（松たか子） ハーピーハッピーウェイウェイドンチー（ENVii GABRIELLA） |                                             | ヒデキズムの 左目の まつ毛が 取れかかってる                                          |                       |
| 28     | 2022年4月9日   | リスナーからのメール | Man & Woman（My Little Lover） ハーピーハッピーウェイウェイドンチー（ENVii GABRIELLA） |                                             | 何のまわしもん なのよ                                                                |                       |
| 29     | 2022年4月16日  | リスナーからのメール メンタルトラフィックリポート                                                                           | Fallen（Mya feat. Fat Lip & Tre from Pharcyde） ハーピーハッピーウェイウェイドンチー（ENVii GABRIELLA） |                                             | 管理人さん、管理人さん、髪の毛パーマかかったね                                       |                       |
| 30     | 2022年4月23日  | ピンクオーシャン | Finally Found You（ENVii GABRIELLA） ハーピーハッピーウェイウェイドンチー（ENVii GABRIELLA） |                                             | 早く行って、もう！                                                                   |                       |
| 31     | 2022年4月30日  | リスナーからのメール | 太陽のグラヴィティー（Fayray） 豪華ネェサン（ENVii GABRIELLA） |                                             | ついにバックれた？？                                                                 |                       |
| 32     | 2022年5月7日   | どどどどっち？ | Vogue（Madonna） ハーピーハッピーウェイウェイドンチー（ENVii GABRIELLA） |                                             | カフェとかじゃないんでぇ                                                             |                       |
| 33     | 2022年5月14日  | リスナーからのメール | Fly high "HΛL's MIX 2000"（浜崎あゆみ） ハーピーハッピーウェイウェイドンチー（ENVii GABRIELLA） |                                             | My name is artist                                                                    |                       |
| 34     | 2022年5月21日  | ランキンランキン | As If（Blaque Ivory） Ride / Reboot（ENVii GABRIELLA） |                                             | ちょっと待って。フォルム？？                                                         |                       |
| 35     | 2022年5月28日  | メンタルトラフィックリポート                                                                                                | Look Through My Eyes（Phil Collins） 豪華ネェサン（ENVii GABRIELLA） |                                             | ちょっと待って！ そこはそのままでいいっ！                                            |                       |
| 36     | 2022年6月4日   | リスナーからのメール | ハーピーハッピーウェイウェイドンチー（ENVii GABRIELLA） 愛されるより 愛したい（KinKi Kids） |                                             | 管理人はガチめの腐女子である                                                         |                       |
| 37     | 2022年6月11日  | リスナーからのメール | 20 minutes（松任谷由実） DYSTOPIA（ENVii GABRIELLA） |                                             | すげぇうどん食ってんな                                                               |                       |
| 38     | 2022年6月18日  | どどどどっち？ | どれにしようかな（Awich） Loveless（ENVii GABRIELLA） |                                             | ひとまずスタバ置いてもらっていい？                                                   |                       |
| 39     | 2022年6月25日  | リスナーからのメール | Take Yourself Home（Troye Sivan） BL（ENVii GABRIELLA） |                                             | ねぇ、マジ本当に病院行きな                                                           |                       |
| 40     | 2022年7月2日   | メンタルトラフィックリポート                                                                                                | 7月7日、晴れ（DREAMS COME TRUE） BL（ENVii GABRIELLA） |                                             | こっち誰も見てなかった…                                                              |                       |
| 41     | 2022年7月9日   | リスナーからのメール | BL（ENVii GABRIELLA） 恋のつぼみ（倖田來未） |                                             | 舐めたらあかんっ                                                                     |                       |
| 42     | 2022年7月16日  | リスナーからのメール どどどどっち？                                                                                         | Lady Marmalade（Patti LaBelle） BL（ENVii GABRIELLA） |                                             | ふんどしみたいになってる…                                                            |                       |
| 43     | 2022年7月23日  | リスナーからのメール | Rollin（Brave Girls） Symphony（ENVii GABRIELLA） |                                             | パッコォーーン来てっから、今                                                         |                       |
| 44     | 2022年7月30日  | メンタルトラフィックリポート                                                                                                | Life is beautiful feat.キヨサク from MONGOL800, Salyu, SHOCK EYE from 湘南乃風（Miss Monday） Symphony（ENVii GABRIELLA）                                                                                          |                                             | 半蔵門自体、出禁よ                                                                   |                       |
| 45     | 2022年8月6日   | リスナーからのメール | Symphony（ENVii GABRIELLA） 熱帯夜（SPEED） |                                             | ヒデキがずーーーっと管理人と一緒にいたがる                                           |                       |
| 46     | 2022年8月13日  | どどどどっち？ | Hello sunshine（WEBER） Symphony（ENVii GABRIELLA） |                                             | え、特にない…                                                                        |                       |
| 47     | 2022年8月20日  | リスナーからのメール ランキンランキン                                                                                       | PRIVATE（安室奈美恵） Symphony（ENVii GABRIELLA） |                                             | 全部、食うこと…w                                                                     |                       |
| 48     | 2022年8月27日  | リスナーからのメール | Symphony（ENVii GABRIELLA） After The Love Has Gone（Earth, Wind & Fire） |                                             | 現状、幸せそうに見えないってことだもんね                                             |                       |
| 49     | 2022年9月3日   | どどどどっち？ | Virgin love（AKB48） ハーピーハッピーウェイウェイドンチー（ENVii GABRIELLA） | 野呂佳代                                    | ウォンチュー                                                                         |                       |
| 50     | 2022年9月10日  | ガブラジ緊急会議 | Moratorium（ENVii GABRIELLA） Symphony（ENVii GABRIELLA） |                                             | 結果的に今のままでは良くない…                                                        |                       |
| 51     | 2022年9月17日  | リスナーからのメール | オリビアを聴きながらを聴きながら（ENVii GABRIELLA） Blow（Jackson Wang） |                                             | 菩薩                                                                                 |                       |
| 52     | 2022年9月24日  | リスナーからのメール ランキンランキン                                                                                       | オリビアを聴きながら（杏里） オリビアを聴きながらを聴きながら（ENVii GABRIELLA） |                                             | 私、この人に管理されてるの？                                                         |                       |
| 53     | 2022年10月1日  | リスナーからのメール | Moratorium（ENVii GABRIELLA） オリビアを聴きながらを聴きながら（ENVii GABRIELLA） |                                             | 喉ずっとだいじょぶ？                                                                 |                       |
| 54     | 2022年10月8日  | メンタルトラフィックリポート                                                                                                | あなたが私を綺麗にする訳じゃないの（ENVii GABRIELLA） オリビアを聴きながらを聴きながら（ENVii GABRIELLA） |                                             | 焼きカミュ                                                                           |                       |
| 55     | 2022年10月15日 | リスナーからのメール | Tabloid Junkie（Michael Jackson） あなたが私を綺麗にする訳じゃないの（ENVii GABRIELLA） |                                             | いつ息してた、今？                                                                   |                       |
| 56     | 2022年10月22日 | ラジオエンガブ劇場 | Sorry Barbie（Todrick Hall） あなたが私を綺麗にする訳じゃないの（ENVii GABRIELLA） |                                             | イロチのピ？                                                                         |                       |
| 57     | 2022年10月29日 | リスナーからのメール そういう訳じゃないのよ選手権                                                                           | 幸せのものさし（竹内まりや） あなたが私を綺麗にする訳じゃないの（ENVii GABRIELLA） |                                             | 結局、下品だったわ                                                                   |                       |
| 58     | 2022年11月5日  | リスナーからのメール ランキンランキン                                                                                       | あなたが私を綺麗にする訳じゃないの（ENVii GABRIELLA） DAYBREAK（男闘呼組） オリビアを聴きながらを聴きながら（ENVii GABRIELLA）                                                                                     |                                             | 叩かれるっ                                                                           |                       |
| 59     | 2022年11月12日 | リスナーからのメール | あなたが私を綺麗にする訳じゃないの（ENVii GABRIELLA） オリビアを聴きながらを聴きながら（ENVii GABRIELLA） |                                             | 作戦会議しよ？                                                                       |                       |
| 60     | 2022年11月19日 | リスナーからのメール そういう訳じゃないのよ選手権                                                                           | Age Ain't Nothing But A Number（Aaliyah） あなたが私を綺麗にする訳じゃないの（ENVii GABRIELLA） |                                             | 天国 地獄 大地獄                                                                     |                       |
| 61     | 2022年11月26日 | メンタルトラフィックリポート                                                                                                | DYSTOPIA（ENVii GABRIELLA） オリビアを聴きながらを聴きながら（ENVii GABRIELLA） |                                             | なんなのピーマン、なんか私に文句でもあるの？                                         |                       |
| 62     | 2022年12月3日  | ガブラジレコメンソング | 冬が終わる前に（清水翔太） Good day（倖田來未） Never Had A Dream Come True（S Club 7） |                                             | ちょと待って 今日反省ワタシだ                                                        |                       |
| 63     | 2022年12月10日 | リスナーからのメール どどどどっち？                                                                                         | Heaven Sent（Keyshia Cole） Lover Boy（ENVii GABRIELLA） |                                             | アタシたちアーティストなんだけどっっ                                                 |                       |
| 64     | 2022年12月17日 | リスナーからのメール | Symphony（ENVii GABRIELLA） 一緒に・・・（MAX） |                                             | ニット帽つけたままヘッドホンつけてるの面白いですね                                   |                       |
| 65     | 2022年12月24日 | ガブラジ・性なる夜のクリスマス                                                                                              | Welcome to Christmas（島田歌穂） These Are the Special Times（Christina Aguilera） |                                             | 本気のヤツじゃんっ                                                                   |                       |
| 66     | 2022年12月31日 | ガブラジ・2023年サイコロトーク                                                                                              | あなたが私を綺麗にする訳じゃないの（ENVii GABRIELLA） ハーピーハッピーウェイウェイドンチー（ENVii GABRIELLA） |                                             | 甘エビはそんなに食べちゃダメよ                                                       |                       |
| 67     | 2023年1月7日   | ガブラジ・深層心理チェック                                                                                                  | Wing（知念里奈） ハーピーハッピーウェイウェイドンチー（ENVii GABRIELLA） |                                             | 真夏の夜中の田舎の田んぼ                                                             |                       |
| 68     | 2023年1月14日  | リスナーからのメール | コンパス・オブ・ユア・ハート [シンドバッド・ストーリーブック・ヴォヤッジ]（坂元健児） Moratorium（ENVii GABRIELLA）                                                                                                |                                             | 長くいちゃうとね、やっぱ疲れちゃうじゃん                                             |                       |
| 69     | 2023年1月21日  | リスナーからのメール そういう訳じゃないのよ選手権                                                                           | Deja Vu (feat. Jay-Z) [Freemasons Radio Mix]（Beyoncé） あなたが私を綺麗にする訳じゃないの（ENVii GABRIELLA） |                                             | でも…ちゃんとして？                                                                  |                       |
| 70     | 2023年1月28日  | リスナーからのメール | 東京の夜（宮本すずよ） CABARET（ENVii GABRIELLA） |                                             | 立派なドヤ顔                                                                         |                       |
| 71     | 2023年2月4日   | リスナーからのメール メンタルトラフィックリポート                                                                           | ALIEN SUPERSTAR（Beyoncé） オリビアを聴きながらを聴きながら（ENVii GABRIELLA） |                                             | ハゲになります                                                                       |                       |
| 72     | 2023年2月11日  | リスナーからのメール | Cabaret (feat. Drake)（Justin Timberlake） BL（ENVii GABRIELLA） |                                             | 余計なことをするんじゃないっ                                                         |                       |
| 73     | 2023年2月18日  | 反省部屋大解放！～地上波でなぜか2月の大反省会～                                                                             | 恋降る月夜に君想ふ（King & Prince） Sorry Not Sorry（ENVii GABRIELLA） | 反省部屋管理人                              | むしろさぁ… アナタじゃないですかぁ？                                                 |                       |
| 74     | 2023年2月25日  | リスナーからのメール どどどどっち？                                                                                         | Real voice（絢香） BL（ENVii GABRIELLA） |                                             | ばく… 爆しゃべり                                                                     |                       |
| 75     | 2023年3月4日   | リスナーからのメール 漫画みたいな恋のシュチュエーション                                                                     | 笑顔に会いたい（濱田理恵） BL（ENVii GABRIELLA） |                                             | 何のカミングアウト？                                                                 |                       |
| 76     | 2023年3月11日  | リスナーからのメール ガブラジ ライブシミュレーション コール&レスポンス、しちゃうわよ～!!                                    | ハーピーハッピーウェイウェイドンチー（ENVii GABRIELLA） Symphony（ENVii GABRIELLA） |                                             | きこえるよー                                                                         |                       |
| 77     | 2023年3月18日  | リスナーからのメール 滅茶苦茶に疲れて帰ってきた日、既にお風呂が沸いていてありがとうと思いながら湯船に浸かった瞬間の声選手権 | Lullaby（GOT7） 女優(仮)（ENVii GABRIELLA） |                                             | 負けないっ この業界に飲まれないっっ                                                  |                       |
| 78     | 2023年3月25日  | 漫画みたいな恋のシュチュエーション                                                                                          | GLAMOROUS SKY（NANA starring MIKA NAKASHIMA） BL（ENVii GABRIELLA） |                                             | すごい生々しい話すんじゃん                                                           |                       |
| 79     | 2023年4月1日   | エンガブ生電話 | Next Time I Fall (In Love) [feat. Bobby Caldwell]（Andrew Neu） イキル（ENVii GABRIELLA） |                                             | 鼻の下がキラキラしてる                                                               |                       |
| 80     | 2023年4月8日   | リスナーからのメール | 砂の果実（中谷美紀） 女優(仮)（ENVii GABRIELLA） |                                             | 妄想が大暴走してるよね、しっかりと。                                                 |                       |
| 81     | 2023年4月15日  | リスナーからのメール 3人力を合わせてオンエア獲得、月に代わって当てちゃうわよ                                                | DYSTOPIA（ENVii GABRIELLA） APHRODITE（ENVii GABRIELLA） |                                             | 社長にかわっておしおきよ                                                             |                       |
| 82     | 2023年4月22日  | リスナーからのメール メンタルトラフィックリポート                                                                           | ドレス（BUCK-TICK） Symphony（ENVii GABRIELLA） |                                             | 声がさ カスカスなの                                                                  |                       |
| 83     | 2023年4月29日  | どどどどっち？ | あなたが私を綺麗にする訳じゃないの（ENVii GABRIELLA） BL（ENVii GABRIELLA） |                                             | この人 罰ゲームの意味わかってんの？                                                  |                       |
| 84     | 2023年5月6日   | リスナーからのメール 漫画みたいな恋のシュチュエーション                                                                     | 今日は休みだ feat. 田我流（EVISBEATS） BL（ENVii GABRIELLA） |                                             | パッションガールズ                                                                   |                       |
| 85     | 2023年5月13日  | リスナーからのメール ランキンランキン                                                                                       | 赤い日記帳（あか組4） APHRODITE（ENVii GABRIELLA） |                                             | 1位は “物件” かなと思ったよ？                                                        |                       |
| 86     | 2023年5月20日  | リスナーからのメール | Church Bells（Carrie Underwood） APHRODITE（ENVii GABRIELLA） |                                             | ねぇ、すごい痩せたよね？                                                             |                       |
| 87     | 2023年5月27日  | リスナーからのメール そこに座りなさい！世直し放送局                                                                         | DYSTOPIA（ENVii GABRIELLA） オワッテンネ（ENVii GABRIELLA） |                                             | タカシママは特別な訓練を受けております                                               |                       |
| 88     | 2023年6月3日   | 雨と言えばこんな心理テスト Toxic or Oxygen さぁ、どっち？                                                                   | Everytime（Janet Jackson） Toxygen（ENVii GABRIELLA） |                                             | 自分以上に人を愛してみたいなぁ…                                                      |                       |
| 89     | 2023年6月10日  | リスナーからのメール 3人力を合わせてオンエア獲得、ガブラジ90年代クイズ                                                      | 流星（中島みゆき） 90's（ENVii GABRIELLA） |                                             | じゃあ次の回でやればよかったわね                                                     |                       |
| 90     | 2023年6月17日  | リスナーからのメール | HAIRCUT（倖田來未） The Crown -No necesito, No quiero-（ENVii GABRIELLA） |                                             | それが “Crown” ですからね                                                            |                       |
| 91     | 2023年6月24日  | "PAY ME"深堀り | アロハ・エ・コモ・マイ（山寺宏一, 荒牧陽子） PAY ME（ENVii GABRIELLA） |                                             | スティッチ、ガチムチ大好き                                                           |                       |
| 92     | 2023年7月1日   | ゲスト対談 | GHOST SWEEPER / with マーティ・フリードマン（森口博子） | 森口博子                                    | 何ゆってんの？                                                                       |                       |
| 93     | 2023年7月8日   | リスナーからのメール エンガブ生電話                                                                                         | PAY ME（ENVii GABRIELLA） オワッテンネ（ENVii GABRIELLA） |                                             | 忖度 走りましたー                                                                    |                       |
| 94     | 2023年7月15日  | そういう訳じゃないのよ選手権                                                                                                | 90's（ENVii GABRIELLA） あなたが私を綺麗にする訳じゃないの（ENVii GABRIELLA） |                                             | それ聞いても、マジ誰？                                                               |                       |
| 95     | 2023年7月22日  | ゲスト対談 | オリビアを聴きながらを聴きながら（ENVii GABRIELLA） ヒーロー HOLDING OUT FOR A HERO (40th FIRST TAKE version)（麻倉未稀）                                                                                          | 麻倉未稀                                    | 講習会を開いてると思いましょう                                                       |                       |
| 96     | 2023年7月29日  | リスナーからのメール メンタルトラフィックリポート                                                                           | 90's（ENVii GABRIELLA） The Crown -No necesito, No quiero-（ENVii GABRIELLA） |                                             | 牛フィレ肉のボンボヤージュ                                                           |                       |
| 97     | 2023年8月5日   | リスナーからのメール そこに座りなさい！世直し放送局                                                                         | Bitch I'm Madonna ft. Nicki Minaj（Madonna） オワッテンネ（ENVii GABRIELLA） |                                             | アンガーマネジメントしてるのが、メンバーといる時…？                                  |                       |
| 98     | 2023年8月12日  | リスナーからのメール どどどどっち？                                                                                         | PAY ME（ENVii GABRIELLA） Lonely Burning Boom Boom Night（ENVii GABRIELLA） Toxygen（ENVii GABRIELLA） |                                             | ぬるいラジオやってたら、もうそれまで                                                 |                       |
| 99     | 2023年8月19日  | リスナーからのメール 第一回・エンガブ夏の俳句会                                                                             | LOVETIDE（DREAMS COME TRUE） Moratorium（ENVii GABRIELLA） |                                             | “エンガブ”で一句 読めよ                                                              |                       |
| 100    | 2023年8月27日  | これまでの放送で印象的だった回                                                                                              | Symphony（ENVii GABRIELLA） 豪華ネェサン（ENVii GABRIELLA） |                                             | 釜揚げしらすってこと？？                                                             |                       |
| 放送回 | 放送日         | 主なコーナー | 主なオンエア曲 | ゲスト                                      | ガブラジ二次会                                                                       | 備考                  |
| 101    | 2023年9月2日   | そこに座りなさい！世直し放送局                                                                                              | ROCKSTAR 101 ft. Slash（Rihanna） オワッテンネ（ENVii GABRIELLA） |                                             | ガブラジ二次会はっじまっるよぉ～                                                     |                       |
| 102    | 2023年9月9日   | エンガブ生電話 | Rocket（En Vogue） PAY ME（ENVii GABRIELLA） |                                             | 愛を語らう…                                                                          |                       |
| 103    | 2023年9月16日  | そういう訳じゃないのよ選手権                                                                                                | キンモクセイ（オレンジスパイニクラブ） あなたが私を綺麗にする訳じゃないの（ENVii GABRIELLA） |                                             | ディアボラってなんやねん？                                                           |                       |
| 104    | 2023年9月23日  | リスナーからのメール ガブラジで新商品色々試してみた                                                                         | Human（Jon McLaughlin） PAY ME（ENVii GABRIELLA） |                                             | ADSL                                                                                 |                       |
| 105    | 2023年9月30日  | リスナーからのメール メンタルトラフィックリポート                                                                           | 唱（Ado） 女優(仮)（ENVii GABRIELLA） |                                             | オトコ探すよりベンツ買う方が早いんじゃないか？                                       |                       |
| 106    | 2023年10月7日  | 漫画みたいな恋のシュチュエーション                                                                                          | Should I Love Him?（安室奈美恵） Toxygen（ENVii GABRIELLA） |                                             | いいじゃんいいじゃん ちょっと調子に乗ってんじゃん                                    |                       |
| 107    | 2023年10月14日 | リスナーからのメール どどどどっち？                                                                                         | 豪華ネェサン（ENVii GABRIELLA） ハーピーハッピーウェイウェイドンチー（ENVii GABRIELLA） |                                             | 断然ヒデキ派だったの                                                                 |                       |
| 108    | 2023年10月21日 | 一文字イントロクイズ リスナーからのメール                                                                                   | Moratorium（ENVii GABRIELLA） Finally Found You（ENVii GABRIELLA） |                                             | なんでベースやってんだよっ                                                           |                       |
| 109    | 2023年10月28日 | そこに座りなさい！世直し放送局                                                                                              | Toxygen（ENVii GABRIELLA） CABARET（ENVii GABRIELLA） |                                             | まぁ、やべー奴ですね                                                                 |                       |
| 110    | 2023年11月4日  | 歌うたえゲーム リスナーからのメール                                                                                         | I BELIEVE (Radio Edit)（華原朋美） PAY ME（ENVii GABRIELLA） |                                             | ぜんぶ失敗だったから“今”なんじゃない？                                               |                       |
| 111    | 2023年11月11日 | エンガブ生電話 | No.1 (Japanese version)（BoA） Finally Found You（ENVii GABRIELLA） |                                             | 口が達者                                                                             |                       |
| 112    | 2023年11月18日 | リスナーからのメール ガブラジで新商品色々試してみた                                                                         | 豪華ネェサン（ENVii GABRIELLA） The Crown -No necesito, No quiero-（ENVii GABRIELLA） |                                             | 無法地帯っ                                                                           |                       |
| 113    | 2023年11月25日 | 回文 リスナーからのメール そこに座りなさい！世直し放送局                                                                    | イキル（ENVii GABRIELLA） オワッテンネ（ENVii GABRIELLA） |                                             | めでたい席 値切んなよっ                                                              |                       |
| 114    | 2023年12月2日  | どどどどっち？ | あなたが私を綺麗にする訳じゃないの（ENVii GABRIELLA） ぴったりしたいX'mas!（プッチモニ） |                                             | ご当地の市長さんに会いに行ったりしよ？                                               |                       |
| 115    | 2023年12月9日  | 心理テスト そこに座りなさい！世直し放送局                                                                                   | Holiday Celebrate（Toni Braxton） オリビアを聴きながらを聴きながら（ENVii GABRIELLA） |                                             | ほら、ヒデキさんは1人の部屋がよろしいから                                            |                       |
| 116    | 2023年12月16日 | "くち"イントロ選手権 | クリスマスキャロルの頃には（稲垣潤一） CABARET（ENVii GABRIELLA） |                                             | クリスマスではしゃぐ人達… 爆発しろぉぉお                                             |                       |
| 117    | 2023年12月23日 | リスナーからのメール 恋人は4択ロース！                                                                                      | These Are the Special Times（Christina Aguilera） 1.Sex 2.Kiss 3.Talk（ENVii GABRIELLA） |                                             | なんでキラキラ光ってる人工物を見て楽しいの？                                         |                       |
| 118    | 2023年12月30日 | 2023年最も聴いた楽曲を発表 エンガブ生電話                                                                                   | Kokomo（平井大） (NOT) Remember you（浜崎あゆみ） Moscow Moscow（ONF） |                                             | これ、あと107回聞くの？                                                              |                       |
| 119    | 2024年1月6日   | リスナーからのメール 3人力を合わせてオンエア獲得                                                                            | ひょっこりひょうたん島（ひばり児童合唱団＆前川陽子） 人形の家（弘田三枝子） 豪華ネェサン（ENVii GABRIELLA） |                                             | …ギリだね                                                                            |                       |
| 120    | 2024年1月13日  | リスナーからのメール | 豪華ネェサン（ENVii GABRIELLA） 哀恋（ENVii GABRIELLA） |                                             | ウレシイナァ                                                                         |                       |
| 121    | 2024年1月20日  | リスナーからのメール エンガブ生電話                                                                                         | 大丈夫（眉村ちあき） 哀恋（ENVii GABRIELLA） |                                             | 失ってばかりの人生でした                                                             |                       |
| 122    | 2024年1月27日  | ToDo Box リスナーからのメール                                                                                               | 哀恋（ENVii GABRIELLA） todayyyyy（［Alexandros］） |                                             | ダイニングメッセージ                                                                 |                       |
| 123    | 2024年2月3日   | ゲスト対談 | ぢごくに落ちて心から泣け（眉村ちあき） | 眉村ちあき                                  | 魔笛とかじゃなくて魔獣？                                                             |                       |
| 124    | 2024年2月10日  | ゲスト対談 | ハーピーハッピーウェイウェイドンチー（ENVii GABRIELLA） バケモン（眉村ちあき） | 眉村ちあき                                  | ちちゃん yeah!                                                                       |                       |
| 125    | 2024年2月17日  | リスナーからのメール ガブラジ的タイランドニュース                                                                           | 哀恋（ENVii GABRIELLA） BL（ENVii GABRIELLA） |                                             | コップンカー サワディーカー コップンサワディーカー                                   |                       |
| 126    | 2024年2月24日  | リスナーからのメール 私の哀恋物語                                                                                           | ayu's EURO MEGA-MIX "Y&Co. Mix"（浜崎あゆみ） 哀恋（ENVii GABRIELLA） |                                             | TFMの周りがミニリュウだらけなの                                                      |                       |
| 127    | 2024年3月2日   | メンタルトラフィックリポート                                                                                                | ダンシング・ヒーロー (Eat You Up)（荻野目洋子） 哀恋（ENVii GABRIELLA） |                                             | すごい言っちゃうんだね、私…                                                          |                       |
| 128    | 2024年3月9日   | リスナーからのメール 「好きなカタカナの言葉」と「リズム」を合わせて耳から離れない曲を制作                                   | 冬の終り（松任谷由実） 哀恋（ENVii GABRIELLA） |                                             | よく考えて。買えるの、アレ。                                                         |                       |
| 129    | 2024年3月16日  | リスナーからのメール 私の哀恋物語                                                                                           | Love Again～永遠の世界～（shela） 哀恋（ENVii GABRIELLA） |                                             | 王様ゲームとか流行ってないよ、今もう                                                 |                       |
| 130    | 2024年3月23日  | リスナーからのメール | 誕生（中島みゆき） Finally Found You（ENVii GABRIELLA） |                                             | 誕生日なんて1人でいさせてっ！                                                        |                       |
| 131    | 2024年3月30日  | リスナーからのメール これ泣ける？なシチュエーション                                                                         | Moratorium（ENVii GABRIELLA） 哀恋（ENVii GABRIELLA） |                                             | MV撮りがち                                                                           |                       |
| 132    | 2024年4月6日   | 他者紹介 リスナーからのメール                                                                                               | 熱くなれ（大黒摩季） 豪華ネェサン（ENVii GABRIELLA） |                                             | カイオーガをゲットした時は楽しかったですよね？                                       |                       |
| 133    | 2024年4月13日  | リスナーからのメール | Me, Myself and I（Beyoncé） Sail On（ENVii GABRIELLA） |                                             | それこそ “Sail On” じゃないですか                                                    | Kamusお休み           |
| 134    | 2024年4月20日  | リスナーからのメール そういう訳じゃないのよ選手権                                                                           | めざせポケモンマスター -20th Anniversary-（松本梨香） Sail On（ENVii GABRIELLA） |                                             | 東京の水道水って飲めるんとちゃうん？                                                 |                       |
| 135    | 2024年4月27日  | リスナーからのメール 愛してるよゲーム                                                                                       | Sail On（ENVii GABRIELLA） My Boo（清水翔太） |                                             | 浪漫飛行に飛び立っちゃってるよ？                                                     | Takassyお休み         |
| 136    | 2024年5月4日   | リスナーからのメール | 浪漫飛行（米米CLUB） KAMEN feat.石井竜也（倖田來未） Sail On（ENVii GABRIELLA） |                                             | なんで写真撮られるのよ？                                                             | Takassyお休み         |
| 137    | 2024年5月11日  | リスナーからのメール あの人誰だったっけクイズ                                                                               | Sail On（ENVii GABRIELLA） 僕の名を持つ君へ（ENVii GABRIELLA） |                                             | 私にとってみれば、あれはもう日常。                                                   |                       |
| 138    | 2024年5月18日  | リスナーからのメール | flying（GARNET CROW） ゆずれない願い（田村直美） Diggin' on You（TLC） Sail On（ENVii GABRIELLA） |                                             | 御成門                                                                               |                       |
| 139    | 2024年5月25日  | リスナーからのメール | Sail On（ENVii GABRIELLA） 僕の名を持つ君へ（ENVii GABRIELLA） |                                             | この時間、腹減る音出すねぇ～                                                         |                       |
| 140    | 2024年6月1日   | メンタルトラフィックリポート                                                                                                | Strangers / Fate（ENVii GABRIELLA） Mother ship / Message in a Bottle（ENVii GABRIELLA） |                                             | …って事はじゃない？                                                                  |                       |
| 141    | 2024年6月8日   | ゲスト対談 | Sail On（ENVii GABRIELLA） Moratorium（ENVii GABRIELLA） | Carlos K.                                   | ビジネスおねぇ                                                                       | HIDEKiSM, Kamusお休み |
| 142    | 2024年6月15日  | ピンクオーシャン | Portrait of Love / Petal Dance（ENVii GABRIELLA） Sail On（ENVii GABRIELLA） |                                             | 美味しいラーメン屋さん紹介すると一緒なのよ                                           |                       |
| 143    | 2024年6月22日  | リスナーからのメール | Sail On（ENVii GABRIELLA） Mother ship / Message in a Bottle（ENVii GABRIELLA） |                                             | 食べ物じゃねぇじゃん、それ                                                           |                       |
| 144    | 2024年6月29日  | 私の哀恋物語 リスナーからのメール                                                                                           | Cherry Pie / Dvorakkia（ENVii GABRIELLA） 哀恋（ENVii GABRIELLA） |                                             | ほんとティキソウソウ                                                                 |                       |
| 145    | 2024年7月6日   | リスナーからのメール 七夕の話                                                                                               | Sail On（ENVii GABRIELLA） 7月7日、晴れ（DREAMS COME TRUE） |                                             | これで “AuDee” って言えない                                                          |                       |
| 146    | 2024年7月13日  | ガブラジで新商品色々試してみた リスナーからのメール                                                                         | 僕の名を持つ君へ（ENVii GABRIELLA） 君色思い（SMAP） |                                             | みなさん、この音で何か当ててください                                                 |                       |
| 147    | 2024年7月20日  | リスナーからのメール | Sail On（ENVii GABRIELLA） 僕の名を持つ君へ（ENVii GABRIELLA） |                                             | 天使 本当の姿                                                                        |                       |
| 148    | 2024年7月27日  | そこに座りなさい！世直し放送局 リスナーからのメール                                                                         | Mother ship / Message in a Bottle（ENVii GABRIELLA） Sail On（ENVii GABRIELLA） |                                             | 私のイメージが良くなる話でおわりたい                                                 |                       |
| 149    | 2024年8月3日   | リスナーからのメール エンガブ生電話                                                                                         | V・A・C・A・T・I・O・N（吉村由美） 僕の名を持つ君へ（ENVii GABRIELLA） |                                             | ヒデキは にぎり上手                                                                  |                       |
| 150    | 2024年8月10日  | 私の哀恋物語 リスナーからのメール                                                                                           | 睡蓮花（湘南乃風） 哀恋（ENVii GABRIELLA） |                                             | 夏のいいトコあげてみなー                                                             |                       |
| 151    | 2024年8月17日  | エンガブ生電話（よこりんチャレンジ） リスナーからのメール                                                                   | 耳もとにいるよ…～Ring the bells～（傳田真央） Sail On（ENVii GABRIELLA） |                                             | １ニョッキ                                                                           |                       |
| 152    | 2024年8月24日  | エンガブ生電話（よこりんチャレンジ） どどどどっち？                                                                         | Hello（安室奈美恵） melamela（ENVii GABRIELLA） |                                             | 送別会スペシャル                                                                     |                       |
| 放送回 | 放送日         | 主なコーナー | 主なオンエア曲 | ゲスト                                      | ガブラジ打ち上げ会場                                                                 | 備考                  |
| 153    | 2024年8月31日  | リスナーからのメール エンガブ生電話（よこりんチャレンジ）                                                                   | Ain't No Other Man（Christina Aguilera） Finally Found You（ENVii GABRIELLA） |                                             | 5年付き合っている彼氏がいる事が羨ましい                                              |                       |
| 154    | 2024年9月7日   | リスナーからのメール | 90's（ENVii GABRIELLA） Strangers / Fate（ENVii GABRIELLA） |                                             | なんかすごいチュンしてる                                                             |                       |
| 155    | 2024年9月14日  | ゲスト対談 | 君がいるだけで（米米CLUB） Shake Hip!（米米CLUB） 元祖 sure danse（米米CLUB） TRAUMA（石井竜也） | 石井竜也                                    | めちゃくちゃ大人のイタズラっ子                                                       |                       |
| 156    | 2024年9月21日  | リスナーからのメール ○○なシチュエーションで聴きたい曲                                                                       | 今夜はブギーバック（TOKYO No.1 SOUL SET＋HALCALI） 風のとおり道(インストゥルメンタル)（久石譲） SUMMER TIME（MAX）                                                                                                 |                                             | ごめん、私ね今日ねデートだと思って来てんの                                           |                       |
| 157    | 2024年9月28日  | リスナーからのメール そこに座りなさい！世直し放送局                                                                         | 東京ブギウギ（笠置シヅ子） melamela（ENVii GABRIELLA） |                                             | ２軒目行こっか                                                                       |                       |
| 158    | 2024年10月5日  | リスナーからのメール 瞬間お茶の間NEWS Check                                                                                 | ハンバーガーショップ（嘉門タツオ） Petal Dance（ENVii GABRIELLA） |                                             | 回鍋肉                                                                               |                       |
| 159    | 2024年10月12日 | リスナーからのメール ガブラジで新商品色々試してみた                                                                         | Moratorium（ENVii GABRIELLA） Message in a Bottle（ENVii GABRIELLA） |                                             | 私だってそこにすごい美味しそうなタルトがあったらショートケーキじゃない日もあるけどっ |                       |
| 160    | 2024年10月19日 | リスナーからのメール ○○なシチュエーションで聴きたい曲                                                                       | melamela（ENVii GABRIELLA） You Haven't Seen the Last of Me（Cher） 罪と罰（椎名林檎） My Skin（Natalie Merchant）                                                                                                 |                                             | 唐揚げのなおみ                                                                       |                       |
| 161    | 2024年10月26日 | リスナーからのメール 声のHalloween Night                                                                                    | melamela（ENVii GABRIELLA） Dvorakkia（ENVii GABRIELLA） |                                             | すげー足つってる、今                                                                 |                       |
| 162    | 2024年11月2日  | リスナーからのメール | You don't give up(single Mix)（華原朋美） ハーピーハッピーウェイウェイドンチー（ENVii GABRIELLA） |                                             | 私のサブスク履歴がめでたい                                                           |                       |
| 163    | 2024年11月9日  | リスナーからのメール ○○なシチュエーションで聴きたい曲                                                                       | 0℃の日曜（STUTS×SIKK-O×鈴木真海子） milk tea（清水翔太） YES or YES - Japanese ver.-（TWICE） Together Forever（D&D）                                                                                              |                                             | “1人で” ヤバくない？                                                                 |                       |
| 164    | 2024年11月16日 | ゲスト対談 | Break out of your bubble（Little Glee Monster） Sail On（ENVii GABRIELLA） | Little Glee Monster（かれん, MAYU, アサヒ） | 裏話みたいなの聞けたの、けっこうレアじゃない？                                       |                       |
| 165    | 2024年11月23日 | ゲスト対談 | Sail On（ENVii GABRIELLA） Break out of your bubble（Little Glee Monster） | Little Glee Monster（かれん, MAYU, アサヒ） | 貴方はどうしますか？                                                                 |                       |
| 166    | 2024年11月30日 | リスナーからのメール | CABARET（ENVii GABRIELLA) Message in a Bottle（ENVii GABRIELLA） |                                             | ヒーくんは参考にしちゃダメだよ                                                       |                       |
| 167    | 2024年12月7日  | リスナーからのメール エンガブを知らない人に一曲聴いてもらうならどの楽曲を選ぶ？                                             | SWITCH⇔（黒木メイサ) Follow Me Home（ENVii GABRIELLA） Sorry Not Sorry（ENVii GABRIELLA） あなたが私を綺麗にする訳じゃないの（ENVii GABRIELLA）                                                                    |                                             | 飛ばしたんだわっ                                                                     |                       |
| 168    | 2024年12月14日 | リスナーからのメール | ハーピーハッピーウェイウェイドンチー（ENVii GABRIELLA） 友達でいいから（高橋由美子） |                                             | お煎餅とチョコレート、どっちが好きって話かい？                                       |                       |
| 169    | 2024年12月21日 | リスナーからのメール お菓子を食べながらクリスマス談義                                                                       | Jinglebell Rock（Rubber Band） BL（ENVii GABRIELLA） |                                             | ……………えっ、誰？                                                                      |                       |
| 170    | 2024年12月28日 | BOXの中にあるトークテーマ リスナーからのメール                                                                              | Listen (From the Motion Picture "Dreamgirls")（Beyoncé） Sail On（ENVii GABRIELLA） |                                             | 珍エリア                                                                             |                       |
| 171    | 2025年1月4日   | 人さま書き初め | Is This Love（Whitesnake） ハーピーハッピーウェイウェイドンチー（ENVii GABRIELLA） |                                             | 寿司 玉子 なんで                                                                     |                       |
| 172    | 2025年1月11日  | リスナーからのメール ガブラジ的2025年トレンド予想を紹介！                                                                   | Birthday Eve（倖田來未） 90's（ENVii GABRIELLA） |                                             | 毒タイプだろ、どう考えても                                                           |                       |
| 173    | 2025年1月18日  | HIDEKiSM大人度チェック | RUNWAY（MISAMO） |                                             | まじありがと                                                                         |                       |
| 174    | 2025年1月25日  | リスナーからのメール ガブラジのコーナー整理                                                                                 | 豪華ネェサン（ENVii GABRIELLA） Sail On（ENVii GABRIELLA） |                                             | NHKの番組みたいになってるね、今。                                                    |                       |
| 175    | 2025年2月1日   | ゲスト対談 リスナーからのメール                                                                                             | サイコダンス（ENVii GABRIELLA） | ドリアン・ロロブリジーダ                    | みんな踊ってねー                                                                     |                       |
| 176    | 2025年2月8日   | ゲスト対談 リスナーからのメール                                                                                             | 女優(仮)（ENVii GABRIELLA） | ドリアン・ロロブリジーダ                    | “ババア”って言っちゃった                                                             |                       |
| 177    | 2025年2月15日  | リスナーからのメール 人生最期に〇〇シリーズ                                                                                 | サイコダンス（ENVii GABRIELLA） 孤独のカケラ（アンジェラ・アキ） ノンフィクション（平井堅） What About Us?（Brandy）                                                                                               |                                             | カラオケでオーベルジーヌを食べて泣く、ジェニファー・ロペス                           |                       |
| 178    | 2025年2月22日  | そういう訳じゃないのよ選手権 リスナーからのメール                                                                           | SWEET 19 BLUES（安室奈美恵） サイコダンス（ENVii GABRIELLA） |                                             | 幸せを求めて人は本当に生きているのかな？                                             |                       |
| 179    | 2025年3月1日   | リスナーからのメール 人生最期に〇〇シリーズ                                                                                 | Gimmedalight（ENVii GABRIELLA） サイコダンス（ENVii GABRIELLA） |                                             | シバくぞ                                                                             | Takassyお休み         |
| 180    | 2025年3月8日   | リスナーからのメール エンガブ生電話                                                                                         | 誕生誕生Birthday（ENVii GABRIELLA） たしかに（アンジェラ・アキ） |                                             | ていうか、『チーママ』って何？                                                       | Takassyお休み         |
| 181    | 2025年3月15日  | リスナーからのメール | 誕生誕生Birthday（ENVii GABRIELLA） サイコダンス（ENVii GABRIELLA） |                                             | アリエルは常に水を上手に使いこなしてらっしゃるでしょう                               |                       |
| 182    | 2025年3月22日  | リスナーからのメール ガブラジ♡AtoZ                                                                                          | 誕生誕生Birthday（ENVii GABRIELLA） サイコダンス（ENVii GABRIELLA） |                                             | みんな、私が食べる前提で頼まないでほしい                                             |                       |
| 183    | 2025年3月29日  | リスナーからのメール ○○なシチュエーションで聴きたい曲                                                                       | 誕生誕生Birthday（ENVii GABRIELLA） On the Floor (feat. Pitbull)（Jennifer Lopez） 熱くなれ（大黒摩季） Hella Good（No Doubt）                                                                                     |                                             | 私、友達いないじゃん？                                                               |                       |
| 184    | 2025年4月5日   | エンガブ生電話 | サイコダンス（ENVii GABRIELLA） 利害一致（ENVii GABRIELLA） |                                             | 必死かよっ                                                                           |                       |
| 185    | 2025年4月12日  | ゲスト対談 | 誕生誕生Birthday（ENVii GABRIELLA） | MAX（MINA, REINA）                          | MAX来たよーーーーっ                                                                  |                       |
| 186    | 2025年4月19日  | ゲスト対談 | サイコダンス（ENVii GABRIELLA） BOOM BOOM BOMB-BA-YEA（MAX） | MAX（MINA, REINA）                          | なんで引き留めなかったのよ                                                           |                       |
| 187    | 2025年4月26日  | リスナーからのメール "ENGABALL"楽曲解説                                                                                     | Raining Raining（ENVii GABRIELLA） Divalicious（ENVii GABRIELLA） (Life is always like a )Ball（ENVii GABRIELLA）                                                                                                  |                                             | 決め事作るとギスギスしそう                                                           |                       |
| 188    | 2025年5月3日   | ○○なシチュエーションで聴きたい曲 ガブラジで新商品色々試してみた                                                             | Check It Out（will.i.am and Nicki Minaj） OL -Happy Ever After-（ENVii GABRIELLA） |                                             | いっぱい食べれて幸せなり                                                             |                       |
| 189    | 2025年5月10日  | リスナーからのメール ガブラジ♡AtoZ                                                                                          | 哀恋（ENVii GABRIELLA） 利害一致（ENVii GABRIELLA） |                                             | 布                                                                                   |                       |
| 190    | 2025年5月17日  | メンタルトラフィックリポート                                                                                                | 90's（ENVii GABRIELLA） Raining Raining（ENVii GABRIELLA） |                                             | 私はペルシャ猫です                                                                   |                       |
| 191    | 2025年5月24日  | リスナーからのメール | 誕生誕生Birthday（ENVii GABRIELLA） Symphony（ENVii GABRIELLA） |                                             | サウナでストレッチしてるおっさん                                                     |                       |
| 192    | 2025年5月31日  | リスナーからのメール ○○なシチュエーションで聴きたい曲                                                                       | (Life is always like a )Ball（ENVii GABRIELLA） Love Yourself（Justin Bieber） 21（TOCCHI） Black Coffee（All Saints）                                                                                             |                                             | なんか今、集中力が切れたの。                                                         |                       |
| 193    | 2025年6月7日   | リスナーからのメール | ルパン（KARA） 利害一致（ENVii GABRIELLA） |                                             | 練馬                                                                                 |                       |
| 194    | 2025年6月14日  | リスナーからのメール | OL -Happy Ever After-（ENVii GABRIELLA） Love is Always Light of My Life（ENVii GABRIELLA） |                                             | “梅の実ひじき”のキャンペーンガール                                                   |                       |
| 195    | 2025年6月21日  | たかしママのマンツーマン相談室                                                                                              | Maneater（Nelly Furtado） Love is Always Light of My Life（ENVii GABRIELLA） HSP（ENVii GABRIELLA） OL -Happy Ever After-（ENVii GABRIELLA）                                                                       |                                             | ポジティブな気持ちを受け取って、嫌な気持ちになる人はいない                           | HIDEKiSM, Kamusお休み |
| 196    | 2025年6月28日  | リスナーからのメール 私と映画とラブソング                                                                                   | Ain't No Mountain High Enough（Marvin Gaye & Tammi Terrell） Kiss from a Rose（Seal） Come What May（Nicole Kidman & Ewan McGregor） There You'll Be（Faith Hill）                                                 |                                             | ナッツをあなたに…                                                                    | HIDEKiSM, Kamusお休み |
| 197    | 2025年7月5日   | リスナーからのメール 勝手に華原朋美ナイト                                                                                   | 90's（ENVii GABRIELLA） tumblin' dice（華原朋美） I BELIEVE（華原朋美） I BELIEVE (from 「DREAM -Self Cover Best-」)（華原朋美） LOVE BRACE (DREAM ～TOMOMI KAHARA CONCERT 2013 Ver.)（華原朋美）                  |                                             | ビーチク                                                                             |                       |
| 198    | 2025年7月12日  | リスナーからのメール | Love is Always Light of My Life（ENVii GABRIELLA） (Life is always like a )Ball（ENVii GABRIELLA） |                                             | バーベキューみたいに言うな                                                           |                       |
| 199    | 2025年7月19日  | 勝手にglobeナイト リスナーからのメール                                                                                      | Joy to the love（globe） FREEDOM (RADIO EDIT)（globe） still growin' up（globe） Is this love (STRAIGHT RUN)（globe） Watching everything（globe）                                                                 |                                             | “無”だよね                                                                           |                       |
| 200    | 2025年7月26日  | ピンクオーシャン 文字並び替えクイズ                                                                                         | Moratorium（ENVii GABRIELLA） APHRODITE（ENVii GABRIELLA） |                                             | ちゃんとピンクだった                                                                 |                       |
| 201    | 2025年8月2日   | 勝手にL'Arc-en-Cielナイト リスナーからのメール                                                                              | Driver’s High（L'Arc-en-Ciel） the Fourth Avenue Cafe（L'Arc-en-Ciel） 虹（L'Arc-en-Ciel） White Feathers（L'Arc-en-Ciel） Lies and Truth（L'Arc-en-Ciel） HONEY（L'Arc-en-Ciel） forbidden lover（L'Arc-en-Ciel） |                                             | 餞別                                                                                 |                       |
| 202    | 2025年8月9日   | リスナーからのメール | ハミングがきこえる（カヒミ・カリィ） らしさ（SUPER BEAVER） Divalicious（ENVii GABRIELLA） |                                             | あんたがジュラシックパークだよ                                                       |                       |
| 203    | 2025年8月16日  | リスナーからのメール | 誕生誕生Birthday（ENVii GABRIELLA） You're my sunshine (STRAIGHT RUN)（安室奈美恵） |                                             | TOKYO FMさんが ちょっとアツイいんですね、今                                          |                       |